# Big Horn County, Wyoming
Big Horn County är ett administrativt område i delstaten Wyoming, USA, med 11 668 invånare vid 2010 års folkräkning. Den administrativa huvudorten (county seat) är Basin. 

## Geografi
Countyt är döpt efter bergskedjan Bighorn Mountains i östra delen av countyt. I norr gränsar countyt till delstaten Montana.
Enligt United States Census Bureau har countyt en total area på 8 182 km². 8 125 km² av den arean är land och 57 km² är vatten. 

### Angränsande countyn
- Park County, Wyoming - väst
- Washakie County, Wyoming - syd
- Johnson County, Wyoming - öst
- Sheridan County, Wyoming - öst
- Big Horn County, Montana - nord
- Carbon County, Montana - nord

## Historia
Området är känt för sina fyndplatser av fossila dinosaurieskelett och fotspår från dinosaurier.
Big Horn County grundades genom beslut av Wyomingterritoriets legislatur 12 mars 1890 och organiserades 1897 som ett county i vad som då hunnit bli delstaten Wyoming. Dessförinnan hade området ingått i de angränsande Fremont County, Johnson County och Sheridan County. Namnet togs från Bighorn Mountains i östra delen av countyt. Ursprungligen tillhörde hela Bighorn Rivers bäcken countyt. Senare kom flera counties att avdelas från Big Horn County: Park County (1909) samt Hot Springs County och Washakie County (1911). Sedan 1911 har countyt sina nuvarande gränser.

## Orter
Invånarantal vid 2010 års folkräkning anges inom parentes.

### Mindre städer (Towns)
- Basin (1 285), huvudort
- Burlington (288)
- Byron (593)
- Cowley (655)
- Deaver (178)
- Frannie (157)
- Greybull (1 847)
- Lovell (2 360)
- Manderson (114)

### Census-designated places
En census-designated place är en ort som saknar kommunalt självstyre och administreras direkt av countyt.
- Hyattville (75)
- Shell (83)

### Övriga mindre orter
- Emblem
- Otto
- Meadow Lark Lake